# Хакамада, Муцуо
Муцу́о Хакама́да (яп. 袴田 陸奥男 Хакамада Муцуо, 14 октября 1912—1991) — японский коммунист, сдавшийся в плен и ставший гражданином СССР. Отец Ирины Хакамады и Сигэки Хакамады.

## Биография
Родился в 1912 году в Иокогаме в Японии. Происходил из дворянского рода Огасавара. Дед и прадед пропили хозяйство и род обеднел. Муцуо выращивал быков, но разорился. Его старший брат Сатоми Хакамада был членом политбюро подпольной Коммунистической партии Японии.
Занимался профсоюзной деятельностью, однако, в конце концов был заключен в тюрьму, а когда вышел, компартия была уже запрещена.
В 1945 году был призван в Квантунскую армию, но через два месяца, будучи на фронте сдался в плен — перешёл на советскую сторону.

Мой отец Муцуо Хакамада был закалённым в боях революционером. В Советском Союзе он оказался исключительно по собственному желанию. Был членом японской коммунистической партии, и в 1945 году, когда началась война между Японией и СССР, его банально забрали в армию. Разумеется, он не хотел воевать с Советами и при первой возможности бежал. Стал дезертиром, попал в плен, отсидел в лагерях и в лагере написал письмо Сталину с просьбой о предоставлении гражданства. — Ирина Хакамада
В качестве японского военнопленного находился в лагере № 25 под Читой, работал политруком среди военнопленных, был лидером демократического движения в лагерях читинского региона, участвовал в выпуске газеты «Нихон симбун», при его непосредственном руководстве и участии в 1949 году на 60-ти метровом красном полотне на японском языке на имя И. В. Сталина было написано благодарственное письмо, в качестве свидетеля участвовал в судебных делах по изобличению шпионов.
Выучил русский язык, стал гражданином СССР. Жил вначале в Хабаровске, затем в Москве. Работал в Гостелерадио переводчиком.
Встретил в Москве преподавательницу английского языка Нину Иосифовну Синельникову (род. 24 февраля 1923), которая позже стала его женой.
У Муцуо в Японии жил сын от первого брака — Сигэки Хакамада, а в 1955 году родилась дочь от Нины Синельниковой — Ирина Хакамада.
В 69 лет он развёлся с матерью Ирины и снова женился.
Умер в 1991 году от рака.
После смерти его прах похоронили на родовом кладбище под Иокогамой.